# ケツノポリス
『ケツノポリス』は、日本のヒップホップグループ・ケツメイシの1枚目のアルバム。

## 解説
- インディーズ最初にして最後のアルバムとなる。
- インディーズシングルの「新生活」と「海」は未収録（カップリングは収録されている）。
- 今回のアルバムカラーは白。

## 収録曲
1. intro（inst.）
2. こっちおいで
  - インディーズ1stシングル
  - GAZOO.comCMソング
3. CLUBへ
4. もっと
  - インディーズ2ndシングル「新生活」カップリング
  - ケツの嵐〜冬BEST〜にも収録されている。
5. 力 mix（inst.）
6. ビールボーイ
  - ミュージック・ビデオが制作された。
  - 後にRyoは「こんな曲（ビールを主体とした曲）作らなければよかった」と発言している。
  - ケツの嵐〜夏BEST〜にも収録されている。
7. 言技
8. 雨
  - 失恋をテーマにした曲。
9. S/S（エスエス）
  - インディーズ1stシングル「こっちおいで」カップリングに「L/S」と言う曲があるが、ちょっと違う曲である。
  - ケツの嵐〜冬BEST〜にも収録されている。
10. ポエムンベース（inst.）
11. 旅
12. 夕日
  - ケツの嵐〜夏BEST〜にも収録されている。
13. 男男（おとこマン）
  - インディーズ3rdシングル「海」カップリング
14. outro（inst.）
15. CLUBへ～熱帯夜 mix～
  - 「熱帯夜」とは東京多摩市聖蹟桜ヶ丘駅近くにあるクラブ「CLUB MOUTH」で行われていたケツメイシ主催のイベントである。1996年「クロロホルムナイト」という名前で開始され、翌年改名。1999年夏、クラブが閉店するまで行われた。そのときの参加者が「熱帯夜CREW（鎮座DOPENESSとカトマイラ）」として参加している。

## 参加ミュージシャン
- プロデュース：ケツメイシ・yanagiman
- サウンドプロデュース：yanagiman
- ケツメイシ：作詞・作曲（#2～#4,#6～#9,#11～#13,#15），プロデュース（#2～#4,#6，#9,#11,#13,#15），編曲（#2～#4,#6・#7,#9,#11～#13,#15）
- Ryoji:ギター（#4,#6,#12）、プロデュース（#12）、サウンドプロデュース（#12）、リミックス（#15）
- Ryo:プロデュース（#5,#7）、作詞（#10）
- 大蔵:プロデュース（#8）
- DJ KOHNO:スクラッチ（#2～3,#13）、サウンドプロデュース（#7）
- yanagiman:プロデュース･アレンジ（#3～#13,#15）、サウンドプロデュース（#3～#4,#6～#9,#11～#13）、作曲（#14）、リミックス（#15）
- 森俊也:プロデュース･アレンジ（#2）、サウンドプロデュース（#2）
- YOICHIRO KITA:トランペット（#4）
- TAISEI AOKI:トロンボーン（#4）
- T中:スカシッペ（#5）
- 木下伸市:津軽三味線（#6）
- DJ Nabe:スクラッチ（#7）
- 田中義人（MONDO GROSSO）:ギター（#9,#13）
- FAKE JAM:backing vocal（#9）
- Iwao yamaguchi:ギター（#11）
- GENTA:パーカッション（#13）
- Miyabi:作詞（#15）、作曲（#15）
- SHU:作詞（#15）、作曲（#15）
- 熱帯夜CREW:プロデュース・アレンジ（#15）
  - 「熱帯夜CREW」は現在、ヒップホップユニット・KOCHITOLA HAGURETIC EMCEE'Sの鎮座DOPENESSとカトマイラとなっている。